# ミヒャエル・トーネット
ミヒャエル・トーネット（Michael Thonet、1796年7月2日、ボッパルト - 1871年3月3日、ウィーン）は、ドイツの家具デザイナー、実業家である。曲木技術の発明者、トーネット社の創業者として広く知られる。1830年に薄板を曲げて接着する現在の成型合板の技術を開発し、椅子の笠木の部分などに利用していたが、その後ブナの無垢材を蒸し、柔らかくなったものを鉄枠（治具）に沿って曲げて形状を固定する「曲木」という単一の木を曲げる加工方法を開発。
1830年頃から、生地のプロイセンのボッパルトで曲木製造の技術的改良に取り組んだ。1841年、板をニカワで貼り合わせて曲げる技術でフランス、イギリス、ベルギーの特許をとった。
1842年にはウィーンに移り、1856年にはブナ材を水蒸気の作用を利用して曲がった棒材とする技術を開発した。
曲木構造は、規格化家具の量産への道を開くこととなり、企業としての「トーネット兄弟社」の名は世界に広まった。
特に14番の椅子は、トーネットの曲木の椅子の中で、今日まで最も多く製造され続け、「椅子の中の椅子」とされる。

## 経歴
トーネットは1796年6月2日、なめし革業を営んでいたフランツ・アントン・トーネットの息子として、ドイツのライン川沿いのボッパルトで生まれた。建具職人の下で修行した後、1819年、23歳の時に家具職人として独立した。ボッパルト旧市街で工房を構え、ビーダーマイヤー様式の家具製作に精を出した。
1830年代に入ると、薄い木板同士を接着した積層材を曲げることで家具を作り出そうと試みる。最初の転機は1836年に発表されたBoppard Chairであった。木を蒸して柔らかくしてから曲げる曲木の技法を発明した。代表的な椅子は「14」（現在は214として生産されている）で、これは19世紀に約5000万脚が生産された。ロシアの文豪トルストイも、自宅の食堂で「No.14」を使用していたという。
1841年、ミヒャエル・トーネットは、フランス、イギリス、ベルギーで、彼の発明を特許申請することを試みた。この特許は販売に結びつき、それは資本金となり、国内での大量生産の資金となった。しかし、最初の現金化は失敗した。
1841年、オーストリア宰相、クレメンス・ローター・ヴェルツェル・メッテルニヒ候がコブレンツで開催された見本市を訪れ、トーネットの展示製品に興味を持つ。メッテルニヒ候はトーネットをヨハニスベルク城に招待し、「あなたがボッパルトでいつも貧しいのであればウィーンに来なさい。」と言った。それを受けて1842年、トーネットは一家でウィーンに旅立った。
1842年6月16日、トーネットは「もろい種類の木材を化学的、機械的方法で、好む形に湾曲させる」という特許の請願をした。
1849年にウィーン市内のカフェ・ダウムから発注を受けて、ダウム・チェアを制作した。軽くて、丈夫で、優雅なデザイン。部材は6つで製作コストも抑えられた。これが、トーネットの曲木椅子の基本形となった。このタイプは、その後、製造番号No.4として定番商品となる。
1850年、シュバルツェンベルグ宮のために椅子No.1が誕生した。
1851年、ロンドン万博に椅子やテーブルを出品し、銅メダルを受賞する。
1852年、ウィーンの中心街（シュトラウホ通り、モンテヌオーヴォ宮）に初の支社が設立された。
1853年、トーネットはグンペンドルフの近郊モラルド製粉所（モラルド通り173番地）と住宅、それに隣接した建物を含めて借りた。1853年の後半、最初の蒸気機関が工場に導入された。
1853年11月1日、57歳を迎えたトーネットは、彼自身隠居することなく、彼の会社を5人の息子たちに譲り渡した。トーネット兄弟社の名はここに誕生した。1856年、ミヒャエル・トーネットと彼の息子たちは、オーストリアの市民権を得た。同年更新された「水蒸気あるいは沸騰した液体の作用によって起こる湾曲木材から成る椅子と机の脚部の製作において」の特許が許可された。
長男は経営、次男は生産管理、三男はデザインなど、兄弟がそれぞれの担当業務で力を発揮しならトーネット兄弟会社の規模を拡大していった。特に、デザインセンスと技術的な知識を持ち合わせていた三男のアウグストは、2000種類以上の商品開発を行ったといわれている。
1856年、メーレン地方近くのコーリチャンに新しい工場を建設した。メーレン地方は、曲木家具の生産のために不可欠なブナ林が広がっていたからである。
1871年3月、ミヒャエル・トーネットはこの世を去る。前年の秋にハンガリーの森林を視察した際にひいた風邪が死因だった。
息子のアウグス・トーネットのデザインした「No.209」（1871年）はル・コルビュジェが愛用したことで知られ別名コルビュジェ・チェアとも呼ばれる。

## 主な作品
- 214（1859年）
- No.4（1859年）：ダウム・チェア（1849年作）を原型とする、初の量産椅子[5]。
- No.14：1859年の発売以来、現在まで2億脚以上が生産されたという超ロングセラー商品。材はビーチ。座は籐張り[5] 。
- ウィーンチェア（1872 - 1875年、アームチェアNo.6009、現在はNo.209）：原型は、1872年に発表された「B-9」。ミヒャエル・トーネットが亡くなった翌年の1872年から75年ごろにつくられたとされる[1]。ミヒャエル・トーネットの三男アウグスト・トーネット（August Thonet 1829-1910）が中心になってデザインしたと思われる[1]。トーネット社の代表的モデルの一つ[5]。この椅子を多用し有名にしたのはフランスの建築家ル・コルビュジエで、彼が好んで使ったので「ル・コルビュジエ・チェア」とまでいわれる[1]。
- エンドレスチェア（1866年）：パリ万博（1867年）に出品。2本の材を使って、編むようにして曲げている[5]。
- ロッキングチェア（1860年頃）：ビーチ材、背と座は籐編み。画家のパブロ・ピカソ（1881-1973）も、トーネットのロッキングチェアをアトリエで愛用していた[5]。

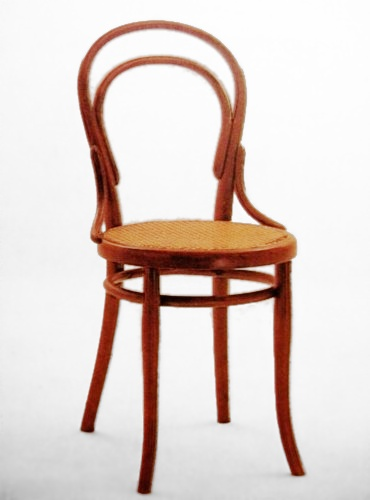
「214」として知られているコンサムスツール（Konsumstuhl Nr.14 1859年作）
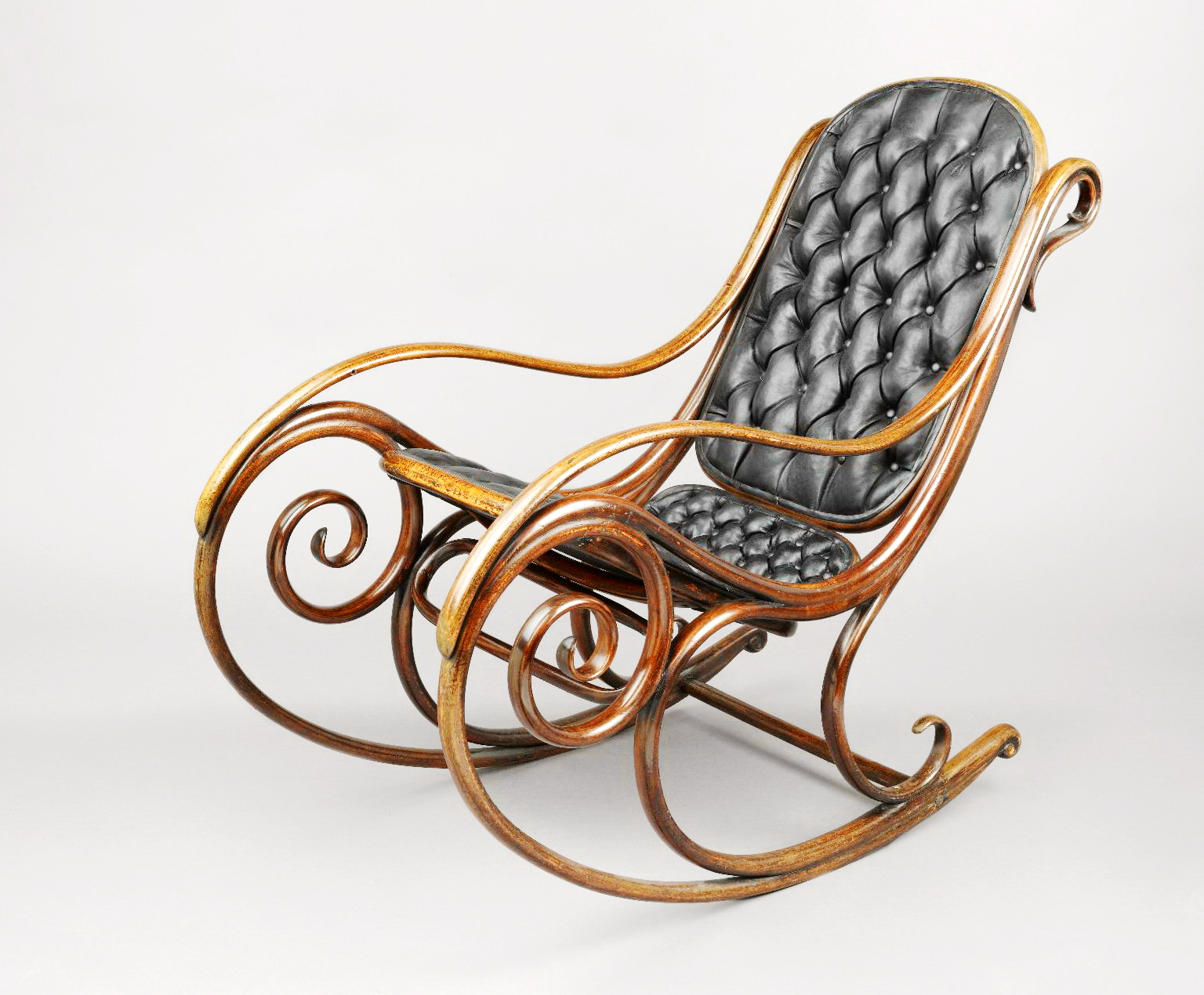
ロッキングチェア No.1（1860年作）